# Edward Tuckerman
Edward Tuckerman  (Boston, 7 de dezembro de 1817 – Amherst, 15 de março de 1886) foi um botânico norte-americano.